# Яцково (Куявсько-Поморське воєводство)
Яцково (пол. Jackowo, нім. Schönwald) — село в Польщі, у гміні Черніково Торунського повіту Куявсько-Поморського воєводства.
Населення — 203 особи (2011).
У 1975-1998 роках село належало до Влоцлавського воєводства.

## Демографія
Демографічна структура станом на 31 березня 2011 року:
|          | Загалом | Допрацездатний вік | Працездатний вік | Постпрацездатний вік |
| -------- | ------- | ------------------ | ---------------- | -------------------- |
| Чоловіки | 97      | 20                 | 66               | 11                   |
| Жінки    | 106     | 28                 | 62               | 16                   |
| Разом    | 203     | 48                 | 128              | 27                   |